# Festival art et courage
 (janvier 2023).
Le Festival art et courage est un évènement sportif créé par la Fédération française de la course landaise en [Quand ?]. Il présente une course landaise au cours de laquelle les meilleurs spécialistes écarteurs et sauteurs du moment affrontent sans corde des vaches et taureaux de corrida mâles, sans mise à mort au cours ou après la course.

## Présentation
Il s'agit d'une course unique en son genre[réf. nécessaire], la course landaise opposant traditionnellement aux toreros des femelles uniquement, appelées coursières, c'est-à-dire des vaches de combat, tenues en corde.
À ses débuts, la course landaise s'effectuait dans la rue, sur les places de villages, indifféremment devant des vaches ou des taureaux sans corde. C'est l'arrivée en 1853 du bétail d'origine espagnole et plus tard l'usage généralisé des vaches avec cordes, qui a modifié les pratiques ancestrales et fixé les règles fondamentales de la course landaise d'aujourd'hui.
C'est pour rappeler ce passé et mettre en valeur l'art et le courage des coursayres que la Fédération française de la course landaise a créé ce festival, où les écarteurs et les sauteurs affrontent en première partie des vaches sans corde, puis des novillos (trois ans), pour terminer par des taureaux de quatre ou cinq ans. Le danger est ainsi croissant, à la mesure du poids des animaux (300 à 400 kg pour les vaches et 400 à 600 kg pour les taureaux).